# روبرت مارشال (سياسي)
روبرت مارشال هو سياسي كندي، ولد في 27 أبريل 1832، وتوفي في 26 مايو 1904. انتخب عضو الجمعية التشريعية لنيو برونزويك ‏.